# Castell de Guàrdia
El castell de Guàrdia fou una fortificació dalt d'un serrat per sobre de la vila de Guàrdia de Noguera, al municipi de Castell de Mur (Pallars Jussà). És l'origen de la vila i de l'antic terme municipal del mateix nom. Al seu voltant s'estenia el poblat primitiu de la Guàrdia de Tremp, del qual només queden restes. Se'n conserva, però, l'antiga església parroquial de Sant Feliu de Guàrdia.
Per arribar-hi, i sortint des de Tremp, cal prendre la carretera C-13 en direcció a Balaguer. Des d'aquesta carretera, en surt una en direcció cap a Guàrdia de Noguera. Just a l'entrada del poble, hi ha el sender que porta fins al castell, situat dalt d'una cinglera anomenada cingle del Castell.
Aquest és un altre dels castells que es troben dins de la xarxa de fortificacions que constitueixen els "castells de frontera" i que, juntament amb altres edificis com el castell de Mur o el castell de Llordà, organitzen el Pallars al voltant del segle xi. Aquest castell, però, entre les seves funcions, en tenia una de concreta: proporcionar al castell de Mur el control visual del congost de Terradets.

## Història
El primer document remet a 958: el comte Ramon III de Pallars cedeix en feu el castell de la Guàrdia a Berenguer, tot i retenir-ne un terç dels drets. Ara bé, es pot tractar d'una cessió prèvia a la conquesta del castell, ja que tot fa pensar que no fou conquerit als alarbs fins als primers anys del segle xi, que és quan es produí el gran avenç del comte d'Urgell per les conques Dellà i Deçà.
Torna a estar documentat l'any 1012 en una donació a Santa Maria de Gerri, moment en què ja pertanyia als comtes de Pallars Jussà. El 1051, el castell i la vila de la Guàrdia foren permutades pels seus senyors, Miró i la seva muller Gueraua, per Susterris, que era del comte Ramon. Aquest el cedí a Arnau Mir de Tost, que en el seu testament del 1072 el cedí a la seva filla Valença, muller del comte de Pallars Jussà, i al seu net, futur comte. Arnau Mir de Tost apareix constantment, en tots els documents d'aquesta zona i època, com a capdavanter de l'avenç cristià fins als Montsec. A la seva mort, els castells i territoris que controlava aquest cavaller passaren a mans dels comtes de Pallars gràcies a la cessió testamentària que feu a la seva fila. En efecte, la filla d'Arnau Mir de Tost estava casada amb el comte pallarès i, per tant, el seu net esdevindria comte de Pallars Jussà. El comte d'Urgell ratificà aquests traspassos de comtat, tot i que a canvi del domini temporal precisament sobre el castell de Guàrdia.
Al final del segle xi n'era castlà Bernat Transver. Ja al segle xiii, el trobem en mans de Bernat de Mur, ardiaca de Tremp, que el cedí al seu nebot Artús. Ara bé, pel seu valor estratègic, fou aviat reclamat pel rei Joan I el 1270. Tot i el domini reial, romangué lligat a la pabordia de Mur, que aconseguí el reconeixement reial per a tenir-hi batlle.
Durant els segles xiii i xiv, fou un feu reial en mans dels Mur (Berenguer Artús de Mur, Simó de Mur, Dalmau de Mur, etc., en foren senyors). El 1381, es produí un important canvi de senyoriu: fou venut a Berenguer d'Abella, home de confiança de la cort barcelonina, baró d'Abella. Aquesta venda obligà el rei a compensar amb altres castells els de Mur, que ampliaren les seves possessions pel costat de ponent.
Va mantenir la condició reial fins al segle xix.

## Arquitectura
La construcció ocupa una plataforma de roca allargada i està formada per una original torre de planta triangular arrodonida a l'extrem. Fa uns 8 m d'alçada i s'obre a peu pla una porta d'uns 150 cm i, al primer pis, amb una altra porta. Al capdamunt s'endevinen les restes de merlets.
Del mur de tancament, només se'n conserva la part oriental, és a dir, 24 m de llarg per 3 d'alçada. Té cinc espitlleres que miren cap a la Conca de Tremp. Els carreus són de mida mitjana, no gaire treballats, però ben disposats en filades. La major part sembla obra de darreries del segle xi o principis del xii, tot i que la situació i forma de la torre ens remeten més aviat cap a construccions de l'entorn de l'any 1000.